# Acido disolforoso
L'acido disolforoso è un composto chimico di formula H2S2O5.

## Caratteristiche strutturali e fisiche
| Tipo di composto                     | ossiacido dello zolfo |
| N. di atomi pesanti                  | 7                     |
| N. di donatori di legami a idrogeno  | 2                     |
| N. di accettori di legami a idrogeno | 5                     |
| N. di legami ruotabili               | 1                     |
| Massa monoisotopica                  | 145,93436551 u        |
| Superficie polare                    | 119 Å²                |
| Polarizzabilità                      | 9,04 Å3               |
| Rifrattività molare                  | 22,8 cm3              |
| Volume molare                        | 54,1 cm3              |
| Tensione superficiale                | 272 dyne/cm           |
| Densità                              | 2.,70 g/cm3           |

## Reattività e caratteristiche chimiche
Si tratta di un acido di Brønsted.

## Applicazioni
Il suo sale di potassio è ampiamente usato in enologia:
{\displaystyle {\ce {H2S2O5 \ + \ 2KOH -> K2S2O5 \ + \ 2H2O}}}